# Platschow
Platschow ist ein Ortsteil der Gemeinde Ziegendorf im Landkreis Ludwigslust-Parchim in Mecklenburg-Vorpommern. Bis zur Umgliederung nach Ziegendorf am 1. August 1992 gehörte Platschow zur Gemeinde Berge im Landkreis Perleberg und somit zum Land Brandenburg. Seit dem Jahr 2003 trägt der Ort den offiziellen Beinamen „Elefantendorf“ (siehe Sehenswürdigkeiten).

## Geografie und Verkehrsanbindung
Platschow liegt südlich des Kernortes Ziegendorf an der Landesstraße L 082. Die Landesgrenze zu Brandenburg verläuft unweit südlich und östlich. Nordöstlich erstreckt sich das Landschaftsschutzgebiet Ruhner Berge und verläuft die A 24.

### Sehenswürdigkeiten
Auf dem privat geführten Elefantenhof Platschow, einem rund 40.000 Quadratmeter großen Areal, leben afrikanische und asiatische Elefanten, daneben auch Kamele, Watussi-Rinder, Lamas, Esel und Seelöwen.